# Дом дворянского собрания (Смоленск)
Здание дворянского собрания — памятник архитектуры классицизма в Смоленске, объект культурного наследия федерального уровня. Построен в первой трети XIX века для размещения губернского дворянского собрания. Считается наиболее значительным памятником классицизма в Смоленске, а также одним из лучших образцов губернских дворянских зданий на территории бывшей Российской империи. В 1988 году здание отдано под смоленскую областную филармонию, которая располагается там и по сей день.

## Архитектура
Здание располагается в Смоленске на улице Глинки, за номером 3. Занимает участок между улицами Маяковского и Глинки, а также ограничивает сад имени Глинки. Хорошо сохранился исторический внешний облик и ряд элементов интерьера, не имеющих аналогов среди других зданий культурного наследия Смоленской области.
Первоначальные постройки — северные и южные крылья нынешнего здания — были построены в конце XVIII века. Здания сильно пострадали в годы Отечественной войны 1812 года. В 1825 году в пространство между ними был встроен крупный корпус с большим залом на втором этаже. Здание предназначалось для нужд Дворянского собрания, прежде располагавшегося на месте нынешнего здания городской администрации Смоленска. Отделочные работы были завершены к концу 1831 года, когда облик зданий и внутренний интерьер окончательно сложились. В 1859 году широкие арки, которыми соединялись помещения на втором этаже крыльев, были заложены в связи с устройством здесь выставки сельских произведений. В конце XIX века была изменена система вентиляции, что также повлияло на интерьер здания, а в XX века были изменены перила парадной лестницы.
Центральная часть главного корпуса выделена шестиколонным портиком, который возведён над ризалитом первого этажа, и завершённым фронтоном. В крыльях зданий середина фасадов подчёркнута двухъярусным портиком, состоящим из четырёх пилястр со ступенчатым аттиком. Входы в здание украшены двускатными металлическими зонтами на ажурных кронштейнах в стиле ампир. Этажи здания разделены широким гладким поясом. Все оконные проёмы на основных фасадах прямоугольные. Основные фасады здания (восточные и западные) практически идентичные, лишь на западной стороне проёмы по сторонам центрального входа утоплены в глубь ризалита. Над пятиосными торцовыми фасадами находится полукруглое чердачное окно в рустованном обрамлении с веерным замком.
Из вестибюля между входами на поперечной оси здания в южное крыло поднимается широкая парадная лестница. В южном торце находится узкая деревянная лестница, которая сохранила балясины в виде узкогорлых сосудов; она ведёт на хоры для музыкантов. В интерьере сохранились до наших дней ампирные двери, псевдоготические переплёты, печи в стиле классицизма, сооружённые в специальных угловых проёмах.
Наверху продольной капитальной стены в южном крыле сохранился продух с двускатной перемычкой XVIII века. Подо многими подоконниками находятся косые керамические решётки вентиляционных каналов, которые изготовлялись на изразцовой фабрике Будникова.

## Здание в XIX—XX вв

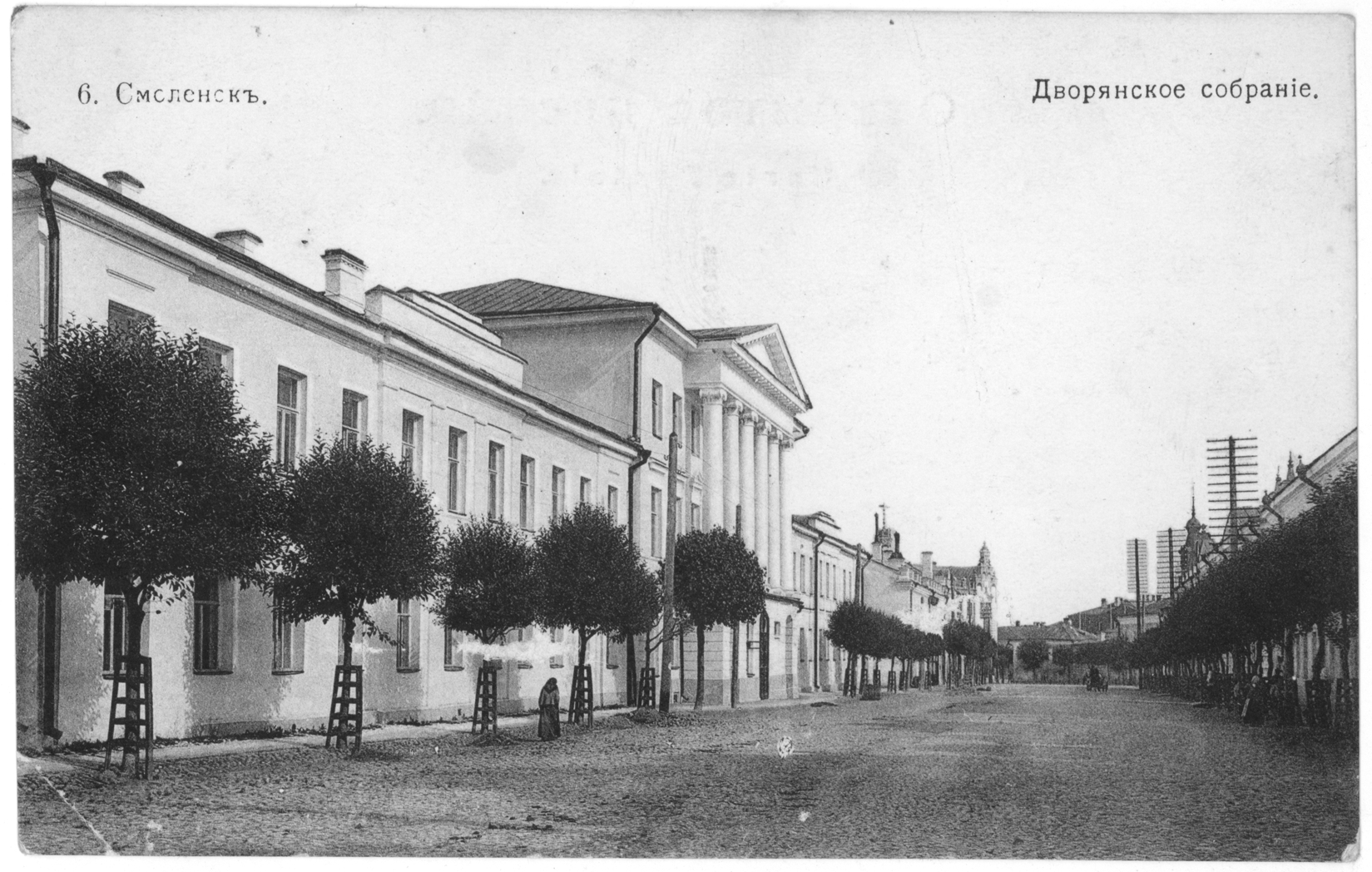
Здание Дворянского собрания на открытке начала XX века

До Октябрьской революции Дворянское собрание было центром культурной жизни Смоленщины. В 1848 году здесь выступал композитор Михаил Глинка, в 1899 году со своей выставкой сюда приезжали художники-передвижники. В главном зале Дворянского собрания выступали Максим Горький, Фёдор Шаляпин, Сергей Рахманинов, Антонина Нежданова, Леонид Собинов, Пабло Сарасате, Ян Кубелик, Игнаций Падеревский, после установления Советской власти — смоленские поэты Михаил Исаковский, Александр Твардовский, Николай Рыленков, а также Ирина Архипова, Елена Образцова, Дмитрий Хворостовский, Святослав Рихтер, Эмиль Гилельс, Давид Ойстрах, Мстислав Ростропович.
В 1907 году изгнанный из гимназии ученик Боровиков в зале Дворянского собрания застрелил случайного человека, приняв его за предводителя губернского дворянства князя Урусова. Там же артиллерийский офицер Сорнев застрелил Боровикова. Этот случай описал в своём рассказе «Свидание с детством» писатель Иван Соколов-Микитов.
После Октябрьской революции в 1918 году в здании расположился Дом Советов, а впоследствии, после постройки нового здания — медицинский институт. Именно в этом здании проходил 30-31 декабря 1918 года I Съезд компартии Белоруссии, провозгласивший создание Белорусской социалистической республики с центром в Смоленске.